# Francisco Teixeira de Queirós
Francisco Joaquim Teixeira de Queiroz (Arcos de Valdevez, 3 de maio de 1848 — Sintra, 22 de julho de 1919), que usou o pseudónimo literário de Bento Moreno, foi um escritor português.

## Biografia
Era filho de José Maria Teixeira de Queiroz e Antónia Maria Joaquina Pereira Machado, naturais de Arcos de Valdevez. Como romancista e contista, foi fiel seguidor da escola naturalista/realista. Formou-se em Medicina pela Faculdade de Medicina da Universidade de Coimbra, a 3 de outubro de 1870.

Gravura de Francisco Teixeira de Queiroz (Illustração Portuguesa, 24 de julho de 1911).

Foi vereador da Câmara Municipal de Lisboa por volta de 1885, deputado na legislatura de 1893 e integrou a Assembleia Nacional Constituinte em 1911 como deputado pelo círculo de Aldeia Galega (atual cidade do Montijo), cargo a que renunciou no mesmo ano, tendo ainda sido ministro dos Negócios Estrangeiros no primeiro governo presidido por José de Castro, em 1915. 
Foi ainda presidente da Academia das Ciências de Lisboa em 1915. Logo no princípio da sua carreira literária, ainda estudante, em obediência a um plano prévio, iniciou duas séries paralelas de contos e romances, a que deu os títulos de Comédia do Campo e Comédia Burguesa, plano que pouco a pouco foi realizando, com uma tenacidade e persistência notáveis. Essa organização, escolhida pelo autor para aquele que é considerado o conjunto mais significativo da sua obra, reflecte uma inspiração no modelo de Balzac, que se evidencia também ao nível do conteúdo, de raiz predominantemente naturalista/realista. 
Foi casado com Teresa Narcisa de Oliveira David, tendo seis filhos.
António José Saraiva e Óscar Lopes na História da Literatura Portuguesa comparam o talento deste escritor ao de Eça de Queiroz. Encontra-se colaboração da sua autoria nas revistas O Occidente (1878-1915), Renascença (1878-1879), Serões (1901-1911) e Arte e Vida (1904-1906).
Faleceu no lugar de Monte Santos, freguesia de Santa Maria, em Sintra, vítima de embolia cerebral, aos 71 anos de idade, sendo sepultado em jazigo de família, no Cemitério do Alto de São João, em Lisboa.
Em 2019, a Câmara Municipal de Arcos de Valdevez promove um ciclo de conferências, prémios de literários entre outras atividades para homenagear o escritor, incluindo uma biografia escrita pelo bisneto, Luís Teixeira de Queiroz Pinto.

## Obras
Série Comédia do Campo:
- Os Meus Primeiros Contos - 1876
- Amor Divino - 1877
- António Fogueira - 1882
- Novos Contos - 1887
- Amores, Amores... - 1897
- A Nossa Gente - 1899
- A Cantadeira - 1913
- Ao Sol e à Chuva - 1915

Série Comédia Burguesa:
- Os Noivos - 1879
- O Salústio Nogueira - 1883
- D. Agostinho - 1894
- Morte de D. Agostinho - 1895
- O Famoso Galrão - 1898
- A Caridade em Lisboa - 1901
- Cartas de Amor - 1906
- A Grande Quimera - 1919

Fora destas duas séries, Teixeira de Queiroz publicou ainda O Grande Homem (teatro, 1891) e Arvoredos (contos, 1895).